# Stefan Gaisreiter
Stefan Gaisreiter (* 10. Dezember 1947 in Murnau am Staffelsee) ist ein ehemaliger deutscher Bobfahrer. 1972 gewann er eine olympische Bronzemedaille, 1979 die Weltmeisterschaft im Viererbob.
Stefan Gaisreiter startete für den SV Ohlstadt und begann als Anschieber bei Wolfgang Zimmerer. 1968 gewann er zusammen mit Wolfgang Zimmerer, Peter Utzschneider und Walter Steinbauer seinen ersten deutschen Meistertitel. Bei den Olympischen Spielen in Grenoble 1968 belegte der Bob den neunten Platz. 1969 gewann der Bob in der gleichen Besetzung bei der Weltmeisterschaft in Lake Placid den Titel. 1970 wurden die vier Ohlstädter Europameister, bei der Weltmeisterschaft 1970 fiel Gaisreiter durch Verletzung aus und wurde durch Pepi Bader ersetzt, der Bob gewann die Silbermedaille. 1971 gewann der Bob Silber bei der Europameisterschaft und Bronze bei der Weltmeisterschaft. Nach der Bronzemedaille bei den Olympischen Spielen in Sapporo 1972 folgte 1973 Bronze bei der Weltmeisterschaft und Gold bei der Europameisterschaft, wobei bei der Europameisterschaft Fritz Ohlwärter für Manfred Steinbauer im Bob saß.
1974 wechselte Stefan Gaisreiter vom Anschieber auf die Position des Bobpiloten. Mit dem Anschieber Manfred Schumann gewann er auf Anhieb die Deutsche Meisterschaft im Zweierbob. 1976 siegte er mit Anschieber Donat Ertel erneut bei der Deutschen Meisterschaft, bei der Europameisterschaft belegten die beiden den zweiten Platz hinter den Schweizern Erich und Peter Schärer. Im Viererbob gewannen Gaisreiter, Hans Wagner, Donat Ertel und Walter Gilik den Titel. 1977 siegten Stefan Gaisreiter und Manfred Schumann bei der deutschen Meisterschaft und belegten bei der Weltmeisterschaft den dritten Platz.
Nach dem deutschen Meistertitel im Viererbob 1978 gewann Gaisreiter 1979 beide deutschen Meistertitel. Bei der Weltmeisterschaft 1979 am Königssee gewannen Gaisreiter und Schumann die Silbermedaille, wobei im vierten Durchgang Fritz Ohlwärter für den verletzten Schumann einspringen musste. Im Viererbob wurde er Weltmeister zusammen mit Dieter Gebhard, Hans Wagner und Heinz Busche – seine letzte internationale Medaille. Dafür wurde er von Bundespräsident Carstens 1979 mit dem Silbernen Lorbeerblatt ausgezeichnet. 1980 gewann er mit Gebhard noch einmal den Meistertitel im Zweierbob, er konnte sich aber wie 1976 nicht als Pilot für die Olympischen Spiele qualifizieren. Ab November 1983 betreute er als Trainer die US-amerikanischen Bobfahrer in Vorbereitung auf die Olympischen Spiele 1984.